# Битка код Швехата
Битка код Швехата била је део Мађарске револуције 1848.

## Увод
Фердинанд I распустио је 3. октобра 1848. мађарски Парламент и владу, али су Мађари одбили да се покоре и Лајош Кошут је формирао нову владу. Шандор Петефи објавио је тих дана песму Вешајте краљеве, али је остао усамљен и од званичних кругова проглашен комунистом.

## Битка
У Бечу је 6. октобра поново букнула револуција, и Кошут је у помоћ побуњеним грађанима Беча послао Дунавску армију (око 30.000 људи и 80 топова) под командом генерала Моге, која је 30. октобра побеђена код Швехата од аустријских и хрватских снага под генералом Виндишгрецом и баном Јелачићем и потиснута назад у Мађарску. Генерал Мога је поднео оставку и на његово место дошао је генерал Артур Гергеј.